# Tolpis glabrescens
La lechugilla del Chinobre (Tolpis glabrescens) es una pequeña planta perennifolia de la familia de las asteráceas endémica de la isla de Tenerife, Islas Canarias. Actualmente, está en peligro de extinción, ya que solo quedan 766 ejemplares en un área de 4 km².

## Descripción
T. glabrescens posee unas hojas perennifolias, glabras, lanceoladas, con ápice agudo y con margen dentado. Están agrupadas en una roseta terminal y son de color verde pálido.
La floración se produce entre junio y agosto, (posiblemente también hasta septiembre) y es polinizada principalmente por himenópteros.
La dispersión del polen en el género Tolpis es, generalmente, anemocoria (semillas con vilano), sin embargo en T. glabrescens el vilano se reduce a 5-7 cerdas grandes y otras pequeñas, realizándose una dispersión a corta distancia, de manera que las probabilidades de permanecer en un ambiente óptimo aumentan.
Finalmente, cabe destacar, que tienen capítulos de 15 a 30 flores, lígulas amarillas, un tallo pequeño semileñoso, aquenios subpentágonos, ornamentados con pequeñas arrugas transversales, brácteas inferiores oblanceoladas (las superiores, lineares) y una inflorescencia laxa, de 3 a 6 capítulos.

## Distribución
Esta especie es endémica de la isla de Tenerife, donde crece de 700 a 900m sobre el nivel del mar. Su presencia ha sido solamente confirmada en dos subpoblaciones aisladas en el llamado macizo de Anaga. Su área de ocupación es de apenas 4 km², dentro de las áreas protegidas: parque rural de Anaga y reserva natural integral de Pijaral.

## Hábitat
Las lechuguillas del Chinobre crecen en áreas que están constantemente bajo la influencia de los vientos alisios cargados de humedad. Debido a ese factor; el ambiente se mantiene fresco y sombreado casi todo el año. 
El substrato, se caracteriza por la presencia de una densa alfombra de musgo bajo la cual hay suelo pobre, pero con una capa de materia orgánica humificada. Le suelen acompañar ejemplares de Cuneatum Aeonium, Erica Platycodon, Laurus Novocanariensis, Ilex canariensis, Teline Canariensis, Dryopteris oligodonta, Polystichum setiferum y de Asplenium onopteris.

## Estado de conservación
Tolpis glabrescens está catalogado ' en peligro de extinción', debido a su distribución restringida y fragmentada. Además solamente cuenta con una superficie de ocupación de 4 km² en dos lugares aislados y restringidos. Para colmo, su hábitat se ve afectada por antropización por culpa del senderismo y de la escalada. Además, la especie es recogida por coleccionistas.
Actualmente, se halla protegida al incluirse en el anexo I del Convenio de Berna, en el Catálogo Español de Especies Amenazadas como 'en peligro de extinción', en el anexo V del Catálogo Canario de Especies Protegidas, y en el anexo I de la Orden de Flora. También está clasificada por la UICN como En Peligro (EN), incluyéndose con igual categoría en la Lista Roja de la Flora Vascular Española.

## Taxonomía
Tolpis glabrescens fue descrita por Kämmer en el año 1970.

## Nombres comunes
- lechuguilla del Chinobre, lechuguilla de monte